# Laila Karlsson
Laila Cecilia Lillemor Karlsson, född 1942 i Sveg, är en svensk målare och konsthantverkare.
Karlsson är autodidakt och hennes konst består av stilleben, interiörer och landskap i olja, samt arbeten i batik. Karlsson är representerad vid Region Jämtland Härjedalen.